# NOS
NOS, нід. Nederlandse Omroep Stichting [ˈneːdərˌlɑntsə ˈɔmrup ˌstɪxtɪŋ] — нідерландська телерадіокомпанія, одна з найбільших державних телерадіокомпаній Королівства Нідерландів, утворена 27 травня 1969 року.

## Правоналежники
Заснована в 1969 році шляхом об'єднання Нідерландської телевізійної корпорації і Нідерландської радіомовної спілки.

## Телемовна діяльність установи
• з 1969 року - інформаційні телепередачі по 1-шій телепрограмі в Нідерландах;
• з 1969 по 2008 рр. разом з низкою асоціацій мовлення по 1-й телепрограмі в Нідерландах (Програма «Недерланд 1» («Nederland 1»));
• з 1969 по 2008 рр. разом з низкою асоціацій мовлення по 2-й телепрограмі в Нідерландах (Програма «Недерланд 2» («Nederland 2»));
• з 1988 по 2008 рр. разом з низкою асоціацій мовлення по 3-й телепрограмі в Нідерландах (Програма «Недерланд 3» («Nederland 3»));